# Ашага-Баши
Ашага-Баши (укр. Ашага-Баші, крымскотат. Aşağı Başı) — исчезнувшее село в Белогорском районе Республики Крым, объединённое с селом Карасёвка.

## История
Ашага-Баши — видимо, отдельный приход-маале селения Такил, часто учитываемый русской администрацией, как отдельный населённый пункт (вероятно, другое маале называлось Карасу-Баши). Впервые название селения встречается в Ведомости… от 9 октября 1805 года, в которой в Аргинской волости Симферопольского уезда числилась самостоятельная деревня Ашага-Баши с 11 дворами и 50 жителями, как и в «Ведомости о казённых волостях Таврической губернии 1829 года». На военно-топографической карте генерал-майора Мухина 1817 года обозначен, как Баши с 18 дворами, на карте 1836 года в Ашага-Баши 24 двора, а в 1842 году подписана, как Карасу-Баши, она же Ашага-Баши.
В 1860-х годах, после земской реформы Александра II, деревню приписали к Зуйской волости того же уезда. В «Списке населённых мест Таврической губернии по сведениям 1864 года» отдельно обозначена Ашага-Баши с 26 дворами, 118 жителями и мечетью при речке Большой Карасу. По обследованиям профессора А. Н. Козловского начала 1860-х годов, жители Ашага-Баши «пользовались водой реки Карасовки и его притоков».. На трёхверстовой карте Шуберта 1865—1876 года одна деревня подписана двумя названиями: Карасу-Баши и Ашага-Баши, а в «Памятной книге Таврической губернии 1889 года» — отдельно Ашага-Баши с 35 дворами и 184 жителями. На верстовой карте 1890 года обозначена одна деревня Карасу-Баши в 30 дворов с татарским населением.
После земской реформы 1890-х годов деревни остались в составе преобразованной Зуйской волости. По «…Памятной книжке Таврической губернии на 1892 год» в Ашага-Баши Аргинского сельского общества был 171 житель в 24 домохозяйствах, из которых 3 домохозяев владели 4,8 десятинами земли, остальные — безземельные. По «…Памятной книжке Таврической губернии на 1902 год» в деревне — 160 жителей в 22 домохозяйствах. По Статистическому справочнику Таврической губернии. Ч.II-я. Статистический очерк, выпуск шестой Симферопольский уезд, 1915 год, в деревне Ашага-Баши Зуйской волости Симферопольского уезда числилось 15 дворов с татарским населением в количестве 48 человек приписных жителей, из которых 30 мужчин и 18 женщин. Жители владели 6 десятинами удобной земли. В хозяйствах имелось 19 лошадей, 18 волов, 14 коров и 300 голов мелкого скота.
После установления в Крыму Советской власти, по постановлению Крымревкома от 8 января 1921 года была упразднена волостная система и село вошло в состав вновь созданного Карасубазарского района Симферопольского уезда, а в 1922 году уезды получили название округов. 11 октября 1923 года, согласно постановлению ВЦИК, в административное деление Крымской АССР были внесены изменения, в результате которых округа ликвидировались, Карасубазарский район стал самостоятельной административной единицей и село включили в его состав. Согласно Списку населённых пунктов Крымской АССР по Всесоюзной переписи 17 декабря 1926 года, в селе Ашага-Баши, центре Ашага-Башинского сельсовета Карасубазарского района, числился 31 двор, все крестьянские, население составляло 145 человек, из них 125 татар, 2 армян и 18 крымских цыган. Видимо, в предвоенные годы, произошло окончательное объединение сёл Ашага-Баши и Карасу-Баши, поскольку в дальнейшем в доступных исторических документах Ашага-Баши не встречается (уже на карте 1941 года Ашага-Баши не обозначен).